# Van Coke Kartel
Van Coke Kartel ist eine südafrikanische Punkrock-Band.

## Bandgeschichte
Die Band entstand als ein Nebenprojekt der beiden Musiker Francois „Van Coke“ Badenhorst (Gesang) und Wynand Myburgh (Bass) von Fokofpolisiekar, ergänzt durch den Schlagzeuger Justin Kruger, der bereits für Fokofpolisiekar-Schlagzeuger Jaco Venter eingesprungen war, als dieser einen Unfall erlitten hatte. Obwohl Kruger bereits zum Zeitpunkt der Veröffentlichung des Debütalbums offiziell Bandmitglied war, wurden sämtliche Schlagzeugparts noch von dem Sessiondrummer Mike Horn eingespielt. Im Gegensatz zu Fokofpolisiekar übernimmt Van Coke auch den Part des Gitarristen. Die Texte sind wie bei Fokofpolisiekar auf Afrikaans verfasst.
Das erste selbstbetitelte Album kam im November 2007 heraus und fiel bewusst gradliniger als das damalige aktuelle, aufwändig arrangierte Fokofpolisiekaralbum „Swanesang“ aus. Dies änderte sich etwas mit dem ein Jahr später erschienenen Nachfolger Waaksaam en Wakker, der mit verschiedenen Gastbeiträgen (Hammond-Orgel, Akkordeon und Cello) sowie einer Ballade am Schluss stärker variiert wurde. Die Laufzeit der beiden Alben ist mit etwa 30 bzw. 35 Minuten kürzer als bei den beiden bis dahin erschienenen Fokofpolisiekar-Alben.
März 2010 folgte mit Skop, Skiet en Donner das dritte Album, das mit zwei Coverversionen bekannter Hits (Maniac von Michael Sembello und Cocaine von J. J. Cale, bekannt geworden durch Eric Clapton) erstmals zwei englischsprachige Lieder enthält. Das Album endet mit drei akustischen Versionen von Liedern der beiden Vorgänger, sie sind die einzigen, auf denen Justin Kruger Schlagzeug spielt, auf den anderen Titeln spielt Peach van Pletzen, der auch als Produzent wirkte sowie weitere Instrumente und Arrangements beisteuerte. Wieder gibt es Gastbeiträge (u. a. Slide-Gitarre und Mundharmonika), ohne dass sich die Band gänzlich von den Punkrock-Wurzeln entfernt.
Die Band trat bislang in den südafrikanischen Provinzen auf, in denen ein bedeutender Teil der Bevölkerung Afrikaans als Muttersprache spricht (West- und Ostkap, Freistaat und Gauteng (Pretoria)). Veröffentlicht wurden die Alben beim Label von Fokofpolisiekar, Rhythm Records.
Mit aKing gibt es eine weitere Band, an der Fokofpolisiekar-Musiker (Hunter Kennedy und Jaco Venter) beteiligt sind, aKing-Sänger und -Leadgitarrist Laudo Liebenberg hat auf Skop, Skiet en Donner einen Gastauftritt.

## Diskografie
- 2007: Van Coke Kartel
- 2008: Waaksaam en Wakker
- 2010: Skop, Skiet en Donner
- 2011: Wie's Bang
- 2013: Bloed, Sweet & Trane
- 2015: Energie (EP)